# František Kahlík

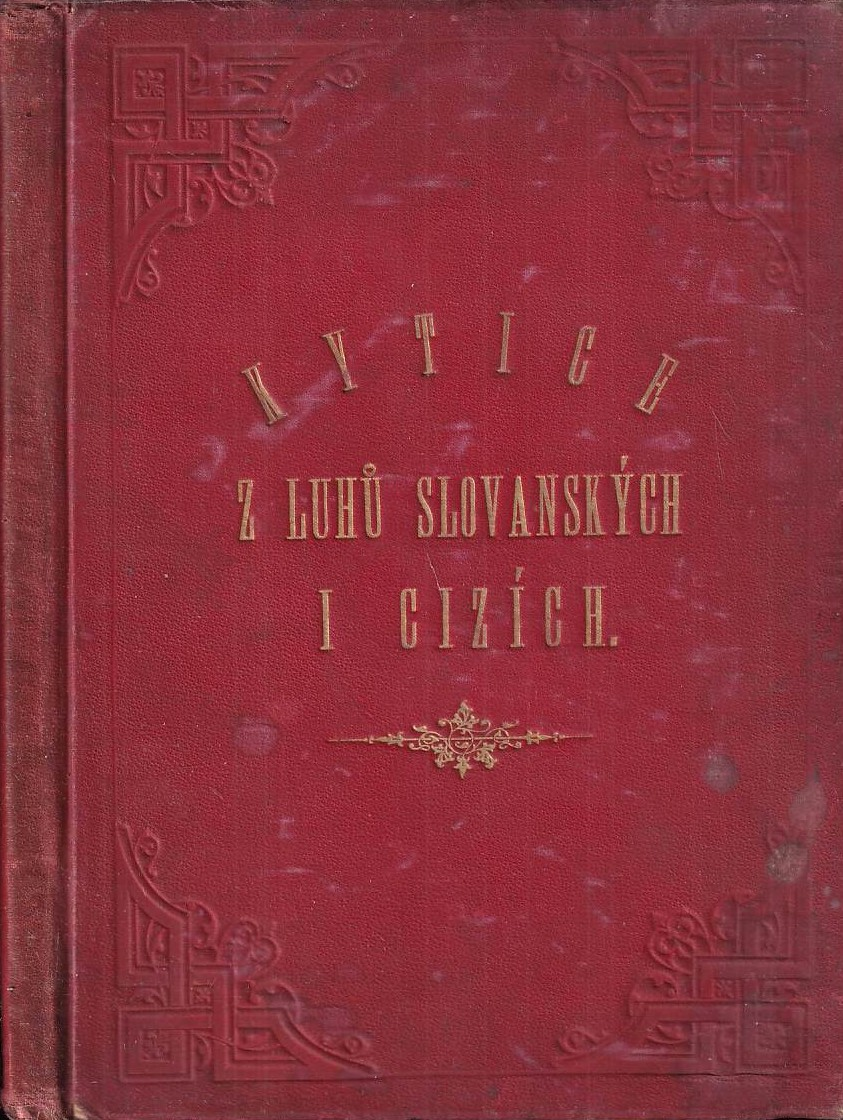
Kytice z luhů slovanských i cizích, autor František Kahlík, vydala Matice opavská roku 1893

František Kahlík, křtěný František Josef, používal též pseudonym Kalvus (29. ledna 1854 Poličná - 8. února 1908 Zábřeh), byl český středoškolský profesor, spisovatel, historik a překladatel.

## Život
Narodil se v obci Poličná do rodiny učitele Josefa Kahlíka a jeho ženy Kateřiny roz. Havranové. Zprvu absolvoval základní vzdělání na místní škole, dále pokračoval na gymnáziu v Kroměříži a vše završil studiem v Praze na Filozofické fakultě Univerzity Karlovy. Následně krátce působil na pedagogické škole v Praze a roku 1883 odešel do Opavy, kde vyučoval na českém gymnáziu. Později odešel do Zábřehu, kde se v roce 1896 stal ředitelem tamějšího českého gymnázia.
Počátkem roku 1908 byl prof. František Kahlík raněn mrtvicí a v sobotu 8. února odpoledne zemřel. Následně byl 11. února pohřben na hřbitově v Zábřehu.
František Kahlík se zabýval metodikou vyučování dějepisu a zeměpisu, překládal z francouzštiny, polštiny, němčiny, ruštiny a ostatních slovanských jazyků. Na počátku jeho umělecké dráhy kopíroval do jeho příspěvků různé obrazy zakladatel gobelínové manufaktury Rudolf Schlattauer. Napsal rovněž četná vědecká pojednání do „Historického Sborníku“ a „Zeměpisného Sborníku“ a rovněž se angažoval ve prospěch českojazyčného obyvatelstva a publikoval historické a zeměpisné studie.
PhDr. František Kahlík byl neobyčejně vzdělaný, všeobecně oblíbený a vážený.

## Literární dílo
- 1893 Kytice z luhů slovanských i cizích, vydala Matice opavská[7][8]
- Ottův slovník naučný
  - přispíval do Ottova slovníku naučného pod značkou Khl. Byl autorem hesel: Akté[9]